# Vroedschap

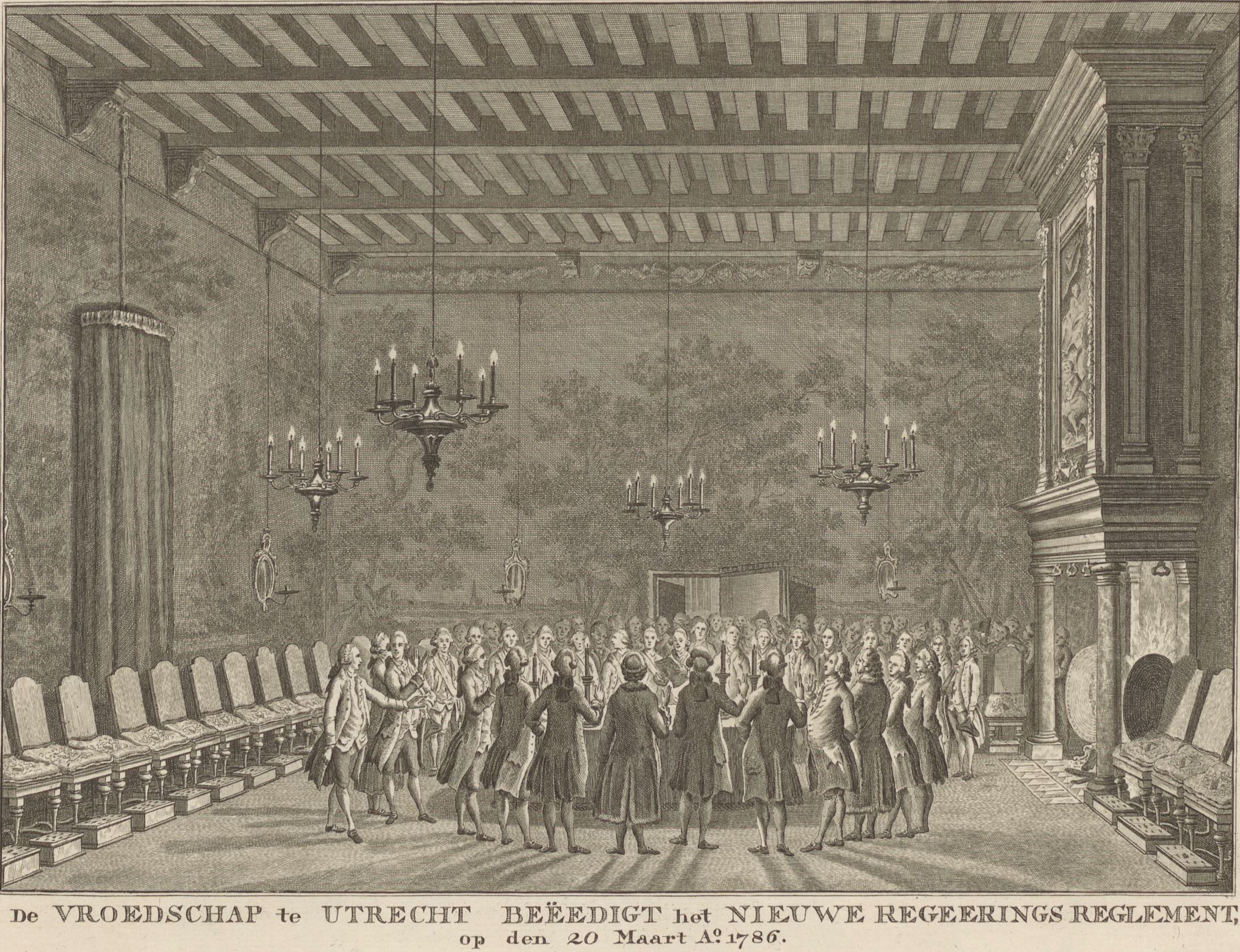
Vroedschap van de stad Utrecht in 1786

Vroedschap is een vroegmodern type college, alsmede de titel van een burger die in dat college zitting had (ook vroedsman genoemd).
De meeste steden in de vroegmoderne tijd kenden een regering bestaande uit gekozen mannelijke poorters, die zitting hadden in de vroedschap. In de Republiek der Zeven Verenigde Nederlanden bestond een stadsbestuur uit de magistraat en de vroedschap. De magistraat (of stadsregering), de vier of zes burgemeesters en schepenen, hielden zich bezig met het dagelijks bestuur van de stad. In de meeste steden werden de burgemeesters voor een periode van vier jaar gekozen. De laatst aangetreden burgemeester was verantwoordelijk voor de schutterij. De vroedschap stelde de magistraat aan, die in de regel uit eigen gelederen kwam. Er was daarbij sprake van een ingewikkeld stelsel van loting en in de meeste gewesten vanaf 1748 van voordrachten aan de stadhouder.
De vroedschap werd bijeengeroepen bij financiële kwesties, en altijd bij verkiezingen voor de bezetting van belangrijke posten. Dan ging het voornamelijk om het dienen van de economische belangen, waarin de leden van de vroedschap een belangrijk aandeel hadden. In tegenstelling tot magistraten werden vroedschapsleden voor het leven benoemd. Het college bestond uit tien tot veertig burgers, dat wekelijks of nog minder vergaderde, soms ook over landelijke politiek. Ze kozen in de maand januari een of twee nieuwe burgemeesters en vertegenwoordigers naar de Provinciale Staten.
Lidmaatschap was in principe een kwestie van uitverkiezing (coöptatie) en niet van erfopvolging. Familiebanden waren daarbij zeer belangrijk, maar ook welstand en sociale status telden mee. Vroedmannen moesten voldoen aan een tweetal voorwaarden: lidmaatschap van de Gereformeerde Kerk en het bezit van een huis. Hoewel stadsbesturen naar huidige maatstaven meer weg hadden van een oligarchie dan van een meritocratie, neemt dit niet weg dat familiebanden nooit een wettige basis voor verkiezing vormden.
In tijden van crisis had de stadhouder het recht nieuwe vroedschapsleden te benoemen, een zogenaamde wetsverzetting. Dat gebeurde in 1619, 1672, 1748 en 1787.
Vergaderingen van de Vroedschap werden aangekondigd door het luiden van een klok, die daarom wel de "vroedschapsklok" wordt genoemd. In tijden van oproer werd in het geheim vergaderd, zonder de klok te luiden. Dit werd toen "stille vroedschap" genoemd.